# Матусовське сільське поселення
Ма́тусовське сільське поселення (рос. Матусовское сельское поселение) — сільське поселення у складі Балейського району Забайкальського краю Росії.
Адміністративний центр — село Матусово.

## Населення
Населення сільського поселення становить 698 осіб (2019; 872 у 2010, 1073 у 2002).

## Склад
До складу сільського поселення входять:
| Населений пункт    | Населення, осіб (2002) | Населення, осіб (2010) |
| ------------------ | ---------------------- | ---------------------- |
| Матусово, село     | 535                    | 443                    |
| Новоівановка, село | 247                    | 197                    |
| Сарбактуй, село    | 291                    | 232                    |